# David Shearer
David James Shearer (ur. 28 lipca 1957 w Auckland), nowozelandzki polityk i działacz społeczny, pracownik ONZ, deputowany do parlamentu w latach 2009–2016, lider opozycji i przewodniczący Partii Pracy w latach 2011–2013.

## Życiorys
David Shearer urodził się i dorastał w Auckland. W latach 1971–1975 uczęszczał do szkoły Papatoetoe High School. W 1979 ukończył studia licencjackie na Uniwersytecie w Auckland. W 1986 ukończył studia magisterskie w dziedzinie zarządzania zasobami na University of Canterbury w Christchurch. W latach 1983–1987 pracował jako nauczyciel w szkołach średnich.
Od 1987 do 1989 pracował jako konsultant ds. środowiska naturalnego i Maorysów. W 1989 zaangażował się działalność społeczną i humanitarną. W latach 1989–1996 był koordynatorem operacji humanitarnych ONZ w Afryce i na Bałkanach, m.in. w 1995 był doradcą ONZ ds. humanitarnych w Liberii. W tym czasie pracował jako szef organizacji Save the Children w Rwandzie, Somalii, Iraku oraz Sri Lance. W 1993 za swoją działalność w Somalii otrzymał tytuł "Nowozelandczyka Roku" od gazety The New Zealand Herald. W tym samym roku został odznaczony Orderem Imperium Brytyjskiego. W 1994 organizacja Save the Childern uhonorowała go nagrodą "Award for Gallantry".
W latach 1996−1999 był pracownikiem brytyjskiego instytutu International Institute for Strategic Studies, publikując szereg artykułów na temat rozwiązywania konfliktów. W 1999 zajmował stanowiska zastępcy koordynatora ONZ ds. humanitarnych w Rwandzie, doradcy ONZ ds. humanitarnych w Albanii oraz szefa biura ONZ ds. humanitarnych w Belgradzie. Od 2000 do 2002 pełnił funkcję doradcy ministra spraw zagranicznych i handlu Nowej Zelandii, Phila Goffa.
W 2002 objął funkcję doradcy przy Misji Wsparcia Narodów Zjednoczonych w Afganistanie. W lutym 2003 został szefem biura ONZ ds. humanitarnych w Jerozolimie, którym pozostał do 2007. Od lipca do października 2006 pełnił dodatkowo funkcję koordynatora ds. humanitarnych w Libanie w czasie II wojny libańskiej. W lutym 2007 został mianowany przez sekretarza generalnego ONZ Ban Ki-moona zastępcą Specjalnego Przedstawiciela Sekretarza Generalnego (ds. Humanitarnych, Odbudowy i Rozwoju) w Iraku.
Do Nowej Zelandii powrócił w maju 2009. Z ramienia Partii Pracy 13 czerwca 2009 wziął udział w wyborach uzupełniających w okręgu Mount Albert, uzyskując mandat w Izbie Reprezentantów. Wcześniej, w wyborach 1999 oraz w 2002 bez powodzenia ubiegał się mandat deputowanego. W wyborach parlamentarnych w listopadzie 2011 uzyskał reelekcję. Po rezygnacji Phila Goffa ze stanowiska lidera Partii Pracy z powodu porażki laburzystów w wyborach, został wybrany 13 grudnia 2011 nowym liderem partii, a tym samym liderem opozycji.